# Camino Palmero
Camino Palmero é o álbum de estreia da banda norte-americana The Calling, lançado a 10 de Julho de 2001. No Brasil esse disco foi certificado com Disco de Platina, pelos mais de 125 mil exemplares vendidos no país, segundo a ABPD.
O disco atingiu o nº 2 do Heatseekers e o nº 36 da Billboard 200.
| Críticas profissionais                                                      | Críticas profissionais |
| Avaliações da crítica                                                       | Avaliações da crítica  |
| Fonte                                                                       | Avaliação              |
| --------------------------------------------------------------------------- | ---------------------- |
| Allmusic                                                                    | [ 4 ]                  |
| Esta tabela precisa de ser acompanhada por texto em prosa. Consulte o guia. |                        |

## Faixas
Todas as faixas por Alex Band e Aaron Kamin, exceto onde anotado
1. "Unstoppable" – 3:58
2. "Nothing's Changed" – 4:44
3. "Wherever You Will Go" – 3:29
4. "Could It Be Any Harder" – 4:41
5. "Final Answer" – 4:34
6. "Adrienne" – 4:31
7. "We're Forgiven" – 4:31
8. "Things Don't Always Turn Out That Way" – 4:11
9. "Just That Good" – 3:55
10. "Thank You" – 2:58
11. "Stigmatized" – 4:30
12. "For You" - 3:43 (aparece na maioria das versões do álbum)
13. "Wherever You Will Go" (Ao vivo) – 3:18 (Só Aparece Em Certas Versões Internacionais)
14. "Lost" – 3:46 (Bônus Japão)

## Créditos
- Ron Fair – Sintetizador
- Bob Glaub – Baixo
- Paul Mirkovich – Teclados
- Zac Rae – Órgão
- Satnam Ramgotra – Percussão
- Nate Wood – Percussão, bateria